# Planty 5a

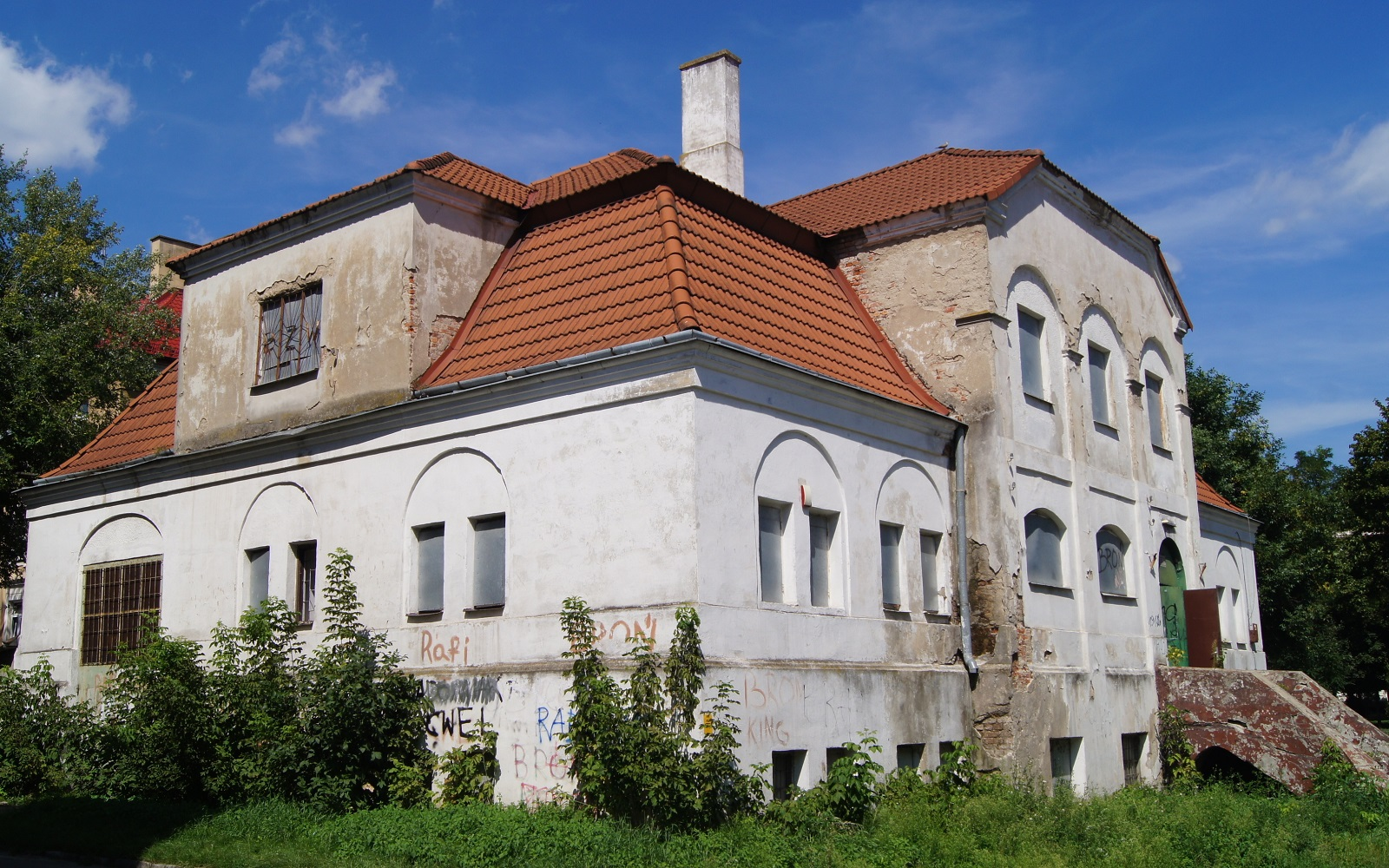
Ehemaliges Volksbad in der ul. Planty 5a (2018)

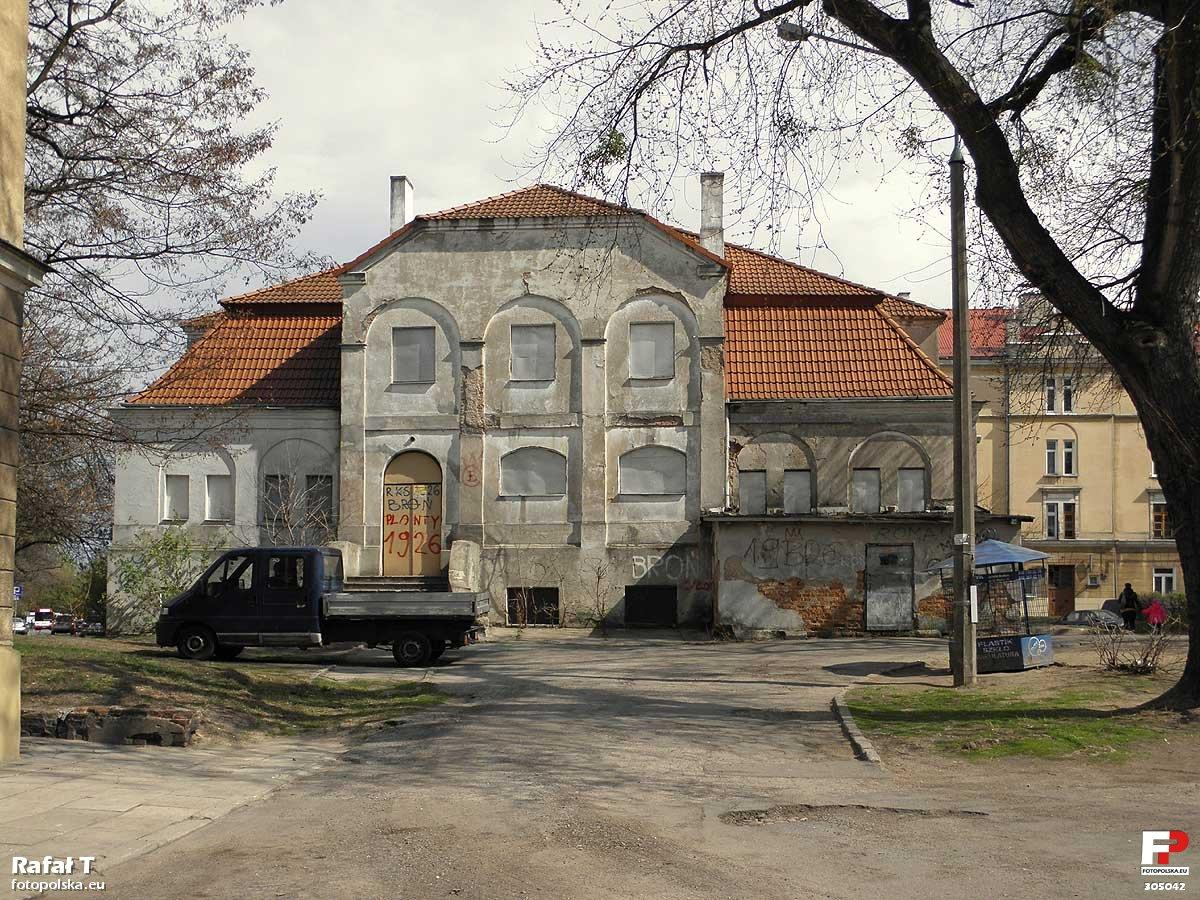
Vorderansicht (2012)

Ulica Planty 5a ist ein denkmalgeschütztes Objekt in Radom in der Woiwodschaft Masowien in Polen. Das ehemalige Volksbad wurde 1924–1926 errichtet. Das Gebäude steht im Stadtviertel Planty unweit des ehemaligen Standorts der Waffenfabrik Fabryka Broni und des Bahnhofs.

## Geschichte
Die Waffenfabrik in Radom wurde 1922 gegründet und 1927 vom jungen polnischen Staat übernommen. In den Jahren von 1923 bis 1931 entstand eine neue Wohnsiedlung für Angestellte und Arbeiter im Süden der Stadt. Zu den Architekten gehörte Stefan Szyller. Zentral gelegen wurde am Grüngürtel der ulica Planty ein Badehaus (polnisch: dom łaźni) errichtet, da die damaligen Wohnblöcke oft weder Brause- noch Wannenbäder hatten. Zu einem späteren Zeitpunkt übernahm die Stadt das Objekt als städtische Bäder (łaźni miejskiej). In der sozialistischen Zeit zwischen 1945 und 1989 trug die ulica Planty den Beinamen „im. Bohaterów Stalingradu“ (zu Ehren der Helden von Stalingrad).
Das Gebäude ist nicht renoviert und derzeit in einem schlechten Zustand (Stand: Herbst 2018).
Das Objekt wurde 2015 unter Schutz gestellt und unter der Nummer 202/2015 in die Denkmalliste der Woiwodschaft eingetragen.

## Beschreibung
Das Gebäude ist ein eineinhalbgeschossiger Bau. Grundriss und Dach sind symmetrisch. Das Dach ist aufwändig als Mansard- und Krüppelwalmdach gestaltet.